# Francesco Barilli
Francesco Barilli (* 4. Februar 1943 in Parma) ist ein italienischer Filmschaffender.

## Leben
Barilli begann bereits mit 20 Jahren im Filmgeschäft: Für Antonio Pietrangeli war er (unerwähnt bleibender) Regieassistent und im folgenden Jahr, 1964 debütierte er als Schauspieler in Bernardo Bertoluccis Vor der Revolution. Erst drei Jahre später taucht sein Name wieder auf, wiederum als Regieassistent, nun bei zwei B-Filmen von Camillo Bazzoni. Er führt Regie bei einem Dokumentarfilm und schreibt zwei unkonventionelle Drehbücher zu Genrefilmen. 1973 dreht er seinen ersten Spielfilm; nach eigenem Drehbuch entsteht Il profumo della signora in  nero.
Bis 1982 dreht er drei weitere Filme, zwei davon für das Fernsehen. Ein Dokumentarfilm und erneut ein Drehbuch folgen. 1991 führt er Regie bei einer Episode von La Domenica specialmente, dann konzentrierte er sich wieder auf die Schauspielerei, die er bis heute bevorzugt. Im neuen Jahrtausend führte er Regie bei der fortgesetzten Fernsehserie Giorni da Leone.

## Filmografie (Auswahl)
- 1964: Vor der Revolution (Prima della rivoluzione); als Schauspieler
- 1972: The Child – Die Stadt wird zum Alptraum (Chi l’ha vista morire?); als Drehbuchautor
- 1972: Mondo Cannibale (Il paese del sesso selvaggio); als Drehbuchautor
- 1974: Das Parfüm der Dame in Schwarz (Il profumo della signora in nero); als Regisseur